# SSL
Transport Layer Security (TLS) i el seu predecessor Secure Sockets Layer (SSL) són uns protocols que ofereixen comunicacions segures a Internet mitjançant l'encriptació de dades. El protocol és usat per la web, correu electrònic i d'altres.